# 御陵前停留場
御陵前停留場（日语：／ Goryōmae teiryūjō）是一座位於日本大阪府堺市堺區南半町東1丁，阪堺電氣軌道阪堺線的停留場。車站編號為HN25。

## 車站構造
鄰近平交道2面2線的地面車站。

## 相鄰停留場
阪堺電氣軌道
■阪堺線
寺地町（HN24）－御陵前（HN25）－東湊（HN26）

## 外部來源
- 阪堺電車 （页面存档备份，存于）（日語）
- 阪堺電車 觀光路線圖 （页面存档备份，存于）（日語）